# الیزابت پایسیه‌وا
الیزابت پایسیه‌وا (به انگلیسی: Elizabeth Paisieva) ژیمناست زادهٔ ۱۷ دسامبر ۱۹۸۶ میلادی اهل کشور بلغارستان است.